# Liste der Baudenkmäler in Dammbach
Auf dieser Seite sind die Baudenkmäler in der unterfränkischen Gemeinde Dammbach zusammengestellt. Diese Tabelle ist eine Teilliste der Liste der Baudenkmäler in Bayern. Grundlage ist die Bayerische Denkmalliste, die auf Basis des Bayerischen Denkmalschutzgesetzes vom 1. Oktober 1973 erstmals erstellt wurde und seither durch das Bayerische Landesamt für Denkmalpflege geführt wird. Die folgenden Angaben ersetzen nicht die rechtsverbindliche Auskunft der Denkmalschutzbehörde.
 Diese Liste gibt den Fortschreibungsstand vom 16. April 2020 wieder und enthält 22 Baudenkmäler.

## Baudenkmäler nach Gemeindeteilen

### Dammbach
| Lage                    | Objekt      | Beschreibung                                                              | Akten-Nr.     | Bild |
| ----------------------- | ----------- | ------------------------------------------------------------------------- | ------------- | ---- |
| Kleiner Damm (Standort) | Gedenkkreuz | sogenanntes Schweinfurter Kreuz mit Inschrift, Sandstein, bezeichnet 1609 | D-6-71-160-25 | BW   |

### Krausenbach
| Lage                                                            | Objekt                               | Beschreibung | Akten-Nr.              | Bild           |
| --------------------------------------------------------------- | ------------------------------------ | --- | ---------------------- | -------------- |
| Kehrweg; im Friedhof (Standort)                                 | Friedhofskreuz                       | Erste Hälfte 19. Jahrhundert | D-6-71-160-15 Wikidata | Friedhofskreuz |
| Kohlschlag (Standort)                                           | Selserbrunn oder "Seltersbrunn"      | Runder Brunnenschacht aus Rotsandstein, 17./18. Jahrhundert                                                                               | D-6-71-160-22          | BW             |
| Krausenbacher Straße 47 (Standort)                              | Wohnhaus                             | Zweigeschossiges giebelständiges Satteldachgebäude mit Fachwerkobergeschoss und modernen östlichen Anbauten, um 1800                      | D-6-71-160-6           | BW             |
| Krausenbacher Straße 72 (Standort)                              | Forsthaus                            | Eingeschossiger giebelständiger Krüppelwalmdachbau mit Fachwerkkniestock, teilweise verschindelt, Sandsteinquader, 1900                   | D-6-71-160-14 Wikidata | BW             |
| Krausenbacher Straße 107 (Standort)                             | Bildstock                            | Auf Inschriftenpfeiler Satteldachaufsatz mit Bildnische und bekrönendem Kreuz, Sandstein, bezeichnet „1738“                               | D-6-71-160-8 Wikidata  | Bildstock      |
| Mühlgasse 1 (Standort)                                          | Forstamt                             | Zweigeschossiger giebelständiger massiver Halbwalmdachbau auf abgesetztem Sockel, am Hang stehend, bezeichnet „1787“                      | D-6-71-160-7 Wikidata  | Forstamt       |
| Nähe Krausenbacher Straße (Standort)                            | Katholische Filialkirche St Wendelin | 18. Jahrhundert, 1950 erweitert; mit Ausstattung                                                                                          | D-6-71-160-5 Wikidata  | BW             |
| Nähe Krausenbacher Straße, bei der Kirche (Standort)            | Steinkreuz                           | Wohl spätmittelalterlich | D-6-71-160-5 Wikidata  | BW             |
| 300 m südwestlich des Pumpwerks am Essiggrund; am Steingrund () | Kleiner Trift-Damm                   | Wasserloch und Böschung aus Sandstein nicht nachqualifiziert, im Bayerischen Denkmal-Atlas nicht kartiert                                 | D-6-71-160-18 Wikidata |                |
| 300 m südwestlich des Pumpwerks am Essiggrund; am Steingrund () | Großer Trift-Damm                    | Mit gemauerter Schleusenanlage, Floßstraße und 120 m langem Floßkanal nicht nachqualifiziert, im Bayerischen Denkmal-Atlas nicht kartiert | D-6-71-160-18 Wikidata |                |
| Abzweigung nach Altenbuch (Standort)                            | Wegweiser                            | Gusseisern, zweite Hälfte 19. Jahrhundert nicht nachqualifiziert, im Bayerischen Denkmal-Atlas nicht kartiert                             | D-6-71-160-9           | BW             |

### Neuhammer
| Lage                                   | Objekt                      | Beschreibung | Akten-Nr.              | Bild |
| -------------------------------------- | --------------------------- | --- | ---------------------- | ---- |
| Schellenberg (Am Neuhammer) (Standort) | Bildstock                   | Auf mit Voluten verziertem Inschriftensockel eine reliefierte Säule mit Bildnischenaufsatz, bestehend aus flankierenden reliefierten Säulen, gesprengtem Giebel und aufgeschwungenem Satteldach mit zylindrischem Abschluss, Sandstein, bezeichnet 1755 | D-6-71-160-11 Wikidata | BW   |
| Neuhammer 1, 2 (Standort)              | Ehemaliger Hammer, Wohnhaus | mit Seitenflügeln über hohen Substruktionen 1. Hälfte 19. Jahrhundert | D-6-71-160-10 Wikidata | BW   |
| Neuhammer 2a (Standort)                | Reste der Hammerschmiede    | | D-6-71-160-10 Wikidata | BW   |
| Neuhammer 2a (Standort)                | Scheune                     | Erste Hälfte 19. Jahrhundert | D-6-71-160-10 Wikidata | BW   |

### Oberschnorrhof
| Lage                      | Objekt  | Beschreibung                                                                            | Akten-Nr.              | Bild |
| ------------------------- | ------- | --------------------------------------------------------------------------------------- | ---------------------- | ---- |
| Oberschnorrhof (Standort) | Kapelle | Kleiner massiver Saalbau mit Satteldach und abgeschrägter Altarseite, bezeichnet „1874“ | D-6-71-160-16 Wikidata | BW   |

### Wintersbach
| Lage | Objekt                                                              | Beschreibung | Akten-Nr.              | Bild |
| --- | ------------------------------------------------------------------- | --- | ---------------------- | --- |
| () | Bildstock                                                           | Scharstein mit Jagdspießrelief auf dem Pfeiler, spätgotisch, um 1500 nicht nachqualifiziert, im Bayerischen Denkmal-Atlas nicht kartiert | D-6-71-160-20 Wikidata | |
| Dammbach (Standort) | Steinerner Steg über den Dammbach                                   | Steg, quaderförmiger Sandsteinblock über den Dammbach, wohl 18. Jahrhundert | D-6-71-160-13 Wikidata | BW |
| Geishöhe 4 (Standort) | Bildstöcke                                                          | Zwei gefaste Pfeiler mit Satteldach und stichbogenförmiger Nische, Sandstein, 19./20. Jahrhundert | D-6-71-160-4 Wikidata  | Bildstöcke |
| Schellenberg (Südöstlich oberhalb des Höllhammers am Waldrand) (Standort) | Zum Hammerwerk gehöriger Friedhof der Familie Rexroth               | Kreisrunde eichenumstandene Anlage mit neugotischem Gusseisenpavillon, um 1850 | D-6-71-160-3 Wikidata  | BW |
| Nähe Friedhofstraße (Standort) | Friedhofskreuz                                                      | Kruzifix über quaderförmigem Inschriftensockel, Dreinageltypus, Rotsandstein, 1819, Inschrift 2003 erneuert. | D-6-71-160-12 Wikidata | BW |
| Nähe Geishöhe (Standort) | Ludwig-Keller-Aussichtsturm                                         | massiver Turm auf quadratischem Grundriss, nach oben leicht verjüngend mit offener Aussichtsplattform, Sandsteinbruchquader, 1937 | D-6-71-160-17 Wikidata | weitere Bilder |
| Nähe Geishöhe (neben dem Aussichtsturm) (Standort) | Trigonometrischer Punkt der hessisch-darmstädtischen Landvermessung | Sandsteinquader mit Markierungen, 1830 | D-6-71-160-17 Wikidata | Trigonometrischer Punkt der hessisch-darmstädtischen Landvermessung |
| Am Dürrenberg (Standort) | Waldkapelle                                                         | frühneuzeitliche Waldkapelle auf dem Weg zum Dürrenberg | D-6-71-160-2 Wikidata  | BW |
| () | Wildmauern                                                          | Trockenmauern aus Lesesteinen, ca. 2,5 km lang, 17./18. Jahrhundert nicht nachqualifiziert, im Bayerischen Denkmal-Atlas nicht kartiert | D-6-71-160-19          | |
| Forsthuben Gut, Georg Franzen Gut, Großhansen Gut, Horanzen Gut, Johann Weisen Gut, Jostheimen Gut, Kirchen Gut, Michael Weisen oberes Gut, Oberhappels Gut, Peter Stapfen oberes Gut, Störmers Gut, Von Oberhappels Gut nach Störmers Gut (Standort) | Wildmauern                                                          | Feld- bzw. Wildmauer (Trockenmauer) aus Lesesteinen, zwei ca. 700 m lange Abschnitte mit bis 1,20 m Höhe, 18. Jahrhundert, ca. 1 km nördlich des Ortes am Waldrand entlang zwischen Kirchhöhe (356 m) (westliche Begrenzung) und Pollershöhe (östliche Begrenzung) | D-6-71-160-21 Wikidata | [[Vorlage:Bilderwunsch/code!/C:49.871325,9.309407!/D:Forsthuben Gut, Georg Franzen Gut, Großhansen Gut, Horanzen Gut, Johann Weisen Gut, Jostheimen Gut, Kirchen Gut, Michael Weisen oberes Gut, Oberhappels Gut, Peter Stapfen oberes Gut, Störmers Gut, Von Oberhappels Gut nach Störmers Gut, Wildmauern!/\|BW]] |
| Wintersbacher Straße 69a (Standort) | Katholische Pfarrkirche St. Valentinus                              | 17. Jahrhundert, 1892 umgestaltet | D-6-71-160-1 Wikidata  | weitere Bilder |
| Wintersbacher Straße 69a (Standort) | Kellertürgewände des Pfarrhauses                                    | Bezeichnet „1584“ | D-6-71-160-1 Wikidata  | BW |
| Wintersbacher Straße 69a; neben der Kirche (Standort) | Bildstock                                                           | | D-6-71-160-1 Wikidata  | BW |